# Schloss Schlodien

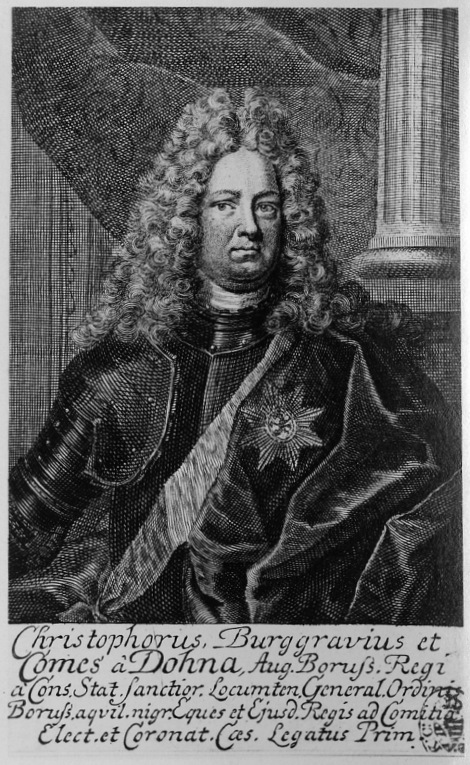
Christoph I. von Dohna-Schlodien

Schloss Schlodien was een slot in het gelijknamige dorp Schlodien in voormalig Oost-Pruisen. Sinds 1945 heet het dorp Gładysze en ligt in het Poolse district Braniewski, woiwodschap Ermland-Mazurië. Het maakt deel uit van de gemeente Wilczęta en telt 314 inwoners.

## Geschiedenis

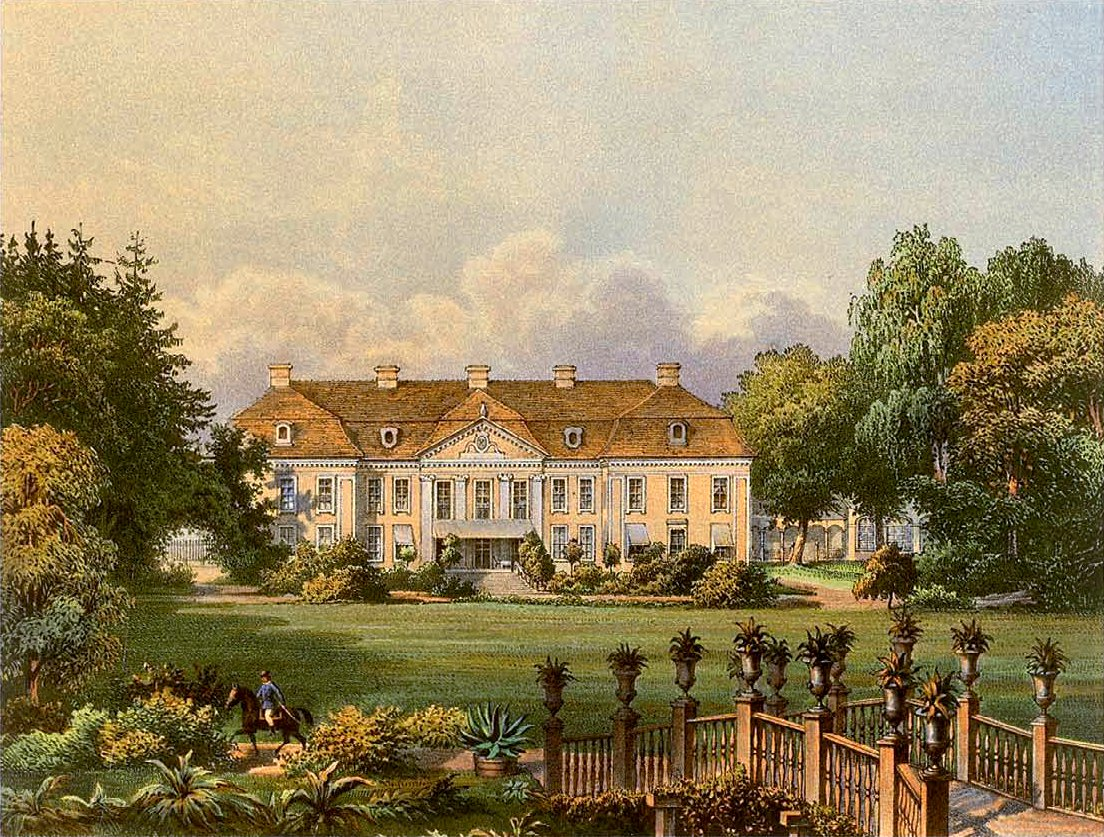
Schloss Schlodien, 1860, verzameling Alexander Duncker

Christoph I. von Dohna-Schlodien, een Pruisische generaal en later minister, uit het nabij gelegen Schlobitten (Pools: Słobity) erfde in 1688 een klein landgoed in het dorp Schlodien. Hij gaf vermoedelijk Jean de Bodt de opdracht om een barokslot te ontwerpen, dat van 1701 tot 1704 werd gebouwd. Oorspronkelijk zou het op een heuvel in de buurt van Quittainen worden gebouwd, maar na twee blikseminslagen in de reeds voltooide fundamenten werden de plannen veranderd. De opdrachtgever verplaatste de nieuwbouw naar de huidige locatie, waar voorheen het oude landhuis met één woonlaag stond.
Er werd een huis met twee etages en een H-vormige plattegrond gebouwd dat met dertien assen een relatief klein plattelandslot voorstelde. Het huis kreeg een gevel van baksteen en pleisterwerk. Het slot maakte indruk door zijn harmonische proporties en de bijna terughoudende, gesloten bouwwijze. Een middenrisaliet met driehoeksgevel benadrukte naar beide zijden (park en oprijlaan) de voorgevel. Het met leisteen gedekte Mansardedak maakte het geheel af.
Het complex werd voortdurend uitgebreid en verbouwd. Zo werden er twee Kavaliershuizen, een orangerie en poorthuisjes toegevoegd om het complex te verfraaien of aan te passen aan de wensen van de bewoners. Een bijzonderheid was het aparte keukengebouw. Dit had tot gevolg dat alle gerechten in zomer en winter afgedekt over het erf in het slot gedragen moesten worden. Het keukengebouw werd tot 1945 gebruikt.
De rijke inrichting kwam voor een deel uit de Heerlijkheid Vianen en was door een erfenis van de echtgenote van de opdrachtgever in slot Schlodien terechtgekomen. Deze erfenis bestond onder andere uit waardevolle meubelstukken, schilderijen van Hollandse schilders en Vlaamse gobelins.
Het slot werd omgeven door een barok park naar ontwerp van Carl-Florus Dohna. Het park werd echter rond 1800 in een Engels landschapspark veranderd. Later werd er in het park een Chinees theehuis en een speelhuis voor kinderen gebouwd. Een kas diende in de winter voor het behoud van de tere sinaasappelbomen. Aan de zijkant van het park lag een grote boomgaard en in het zuidwesten lag op ongeveer 300 meter afstand het bijbehorende landbouwbedrijf, het zogenaamde Voorwerk.
Tot de winter van 1945 bleef slot Schlodien in het bezit van de familie Dohna en werd ook door hen bewoond. Na inname door het Rode Leger werd het tot dan toe onbeschadigde slot geplunderd. Het landbouwbedrijf werd staatsbedrijf en het slot werd eerst als graanopslag en later zelfs als discotheek gebruikt. Daarna volgde een lange periode van leegstand en verval. Initiatieven om het complex te redden werden door een brand in 1986 verhinderd. Tegenwoordig zijn alleen de uitgebrande buitenmuren overgebleven. Het keukengebouw en de beide Kavaliershuizen zijn verdwenen en de slotvijver is leeggelopen en verwilderd. Een van de bijgebouwen, het Kammerhaus, brandde al vóór het slot af en het stalgebouw (Marstall) is gedeeltelijk ingestort. Alleen het boswachtershuis wordt nog bewoond.
Delen van de inrichting, zoals de portretten van de voorouders van het geslacht Dohna, zijn behouden en tegenwoordig in musea in Olsztyn en Morąg tentoongesteld. De in Warschau zetelende Pools-Duitse Stichting tot Behoud van Cultureel Erfgoed in het Ermland heeft zich tot doel gesteld de ruïne weer op te bouwen en het park te reconstrueren.